# 減肥手術
减肥手术（Bariatric surgery）又称减重手术，是一种通过手术达到减肥並治療肥胖症的办法。美国国立卫生研究院认为减肥手术的适应人群为：男性超过标准体重100磅，女性超过标准体重80磅。常见的减肥手术包括可调节胃绑带术, Roux-en-y式胃转流术, 胆胰转流术/十二指肠转位术和垂直袖胃切除术。

## 手術的適應症
美國醫師學會的醫學指引做出結論：
- 「當病人的BMI達到40以上且符合以下條件之一：

1. 已經進行過適當的飲食及運動計畫(不管有無輔助性藥物治療)但失敗。
2. 有肥胖相關的共病症，例如高血壓、葡萄糖耐受性受損、糖尿病、高血脂和阻塞性睡眠呼吸中止症。

此時減肥手術應該被視為一個治療方法的選項。醫師與病人關於手術選項的討論應該包括長期的副作用，如再次手術的可能性、膽囊疾病和吸收不良。」
- 「病人應該被送到擁有對減肥手術有豐富經驗的外科醫師的醫學中心。」

2011年，國際糖尿病聯合會發表聲明指出：「在某些情況下，當一個人BMI介於30-35，進行手術是合適的。」當決定極度肥胖的病人是否適合進行減肥手術，心理篩檢是非常重要的；心理篩檢也對手術後是否減肥成功相當重要。BMI達到40以上的病人得到憂鬱症的機率是一般人的5倍，而半數的減肥手術的候選人有憂鬱症。

## 手術的種類
根據減肥手術的方法，減肥手術可以分成三大類。從2009年開始，大多數的工業化國家依照Standard of care in the United States將腹腔鏡手數做為開腹手術的標準程序。未來的趨勢是透過內視鏡達到更好的效果。

### 主要造成營養吸收不良的手術方法
在由手術造成營養吸收不良的方法中，雖然有減少胃的大小，但這個方法主要是使病患形成營養吸收不良的生理狀況，達到減肥的效果。

#### 膽胰分流(Biliopancreatic diversion, BPD)
膽胰分流是一種複雜的手術方式。因為會產生營養不良的問題，現今已經很少用最原始的手術方式來進行膽胰分流，取而代之的是經過修改的手術，也就是利用十二指腸轉位術（duodenal switch）來做為限制的手術（BPD/DS）。方法是，一部分的胃會被切除，以創造更小的胃(但是病人可以自由飲食，因為胃沒有放任何限制器)，然後遠端的小腸會繞過十二指腸和空腸，連接到胃袋。
約有2%的患者有嚴重的吸收不良和營養缺乏的問題，需要恢復正常的吸收。因為膽胰分流所造成吸收不良的問題太嚴重，因此接受此手術的患者一定要在術後補充比常人更高量的維生素和礦物質。如果沒有這些營養品的補充，病人會存在罹患一些缺陷性疾病(例如：貧血、骨質疏鬆症)的風險。
在任何會造成體重快速下降的減肥手術中，膽結石是最常見的併發症，所以有些醫生會在做膽胰分流手術時也切除膽囊以預防膽結石。有些醫生則比較傾向於用開立藥物來減少手術後產生膽結石的風險。
相較於其它減重手術，外科醫生較少執行膽胰分流術，部份的原因是因為膽胰分流的患者術後需要長期追蹤和監控營養攝取的情況。

### 主要造成限制型的手術方法
這種手術方法主要是限制胃的體積，產生早飽來減少食物的攝取。在此同時，限制型的手術方式能保留下消化道的連續性，最大限度的減少代謝性併發症的風險。

#### 垂直胃束帶成形術
這個方法又稱作梅森手術(Mason procedure)或是胃吻合手術(stomach stapling)，方法是將胃的一部分永久吻合，為的是創造一個更小的胃袋，這個胃袋會成為新的胃。

#### 可調式胃束帶成形術 (Lap Band)
有機矽帶也可以用來限制胃的體積，藉由在皮膚下製造一個可增加或減少生理食鹽水的造口，就可以控制有機矽帶的大小，這個手術可經由腹腔鏡手術執行。而它能減肥的原理是因為比原先小的胃袋和狹窄的入口，會限制營養的攝取。目前被認為是最安全的方法之一，死亡率僅0.05%。

#### 胃袖狀切除術
胃袖狀切除術（Sleeve gastrectomy，SG）是一種外科方式，沿著胃大彎切除大部分的胃，會把胃的體積減至原始尺寸的15%左右，然後切除的開口部分會被連接(通常使用外科縫釘、縫線、或是兩者皆用)，使胃形成筒狀，也有人說是袖套形狀，也就是像香蕉的形狀。這個手術方式會永久縮小胃的尺寸，可以用腹腔鏡手術，而且是不可逆的。
這種結合式的方法大幅下降了某些特定患者的手術風險，大多數的患者預期能在術後6-12個月減少30~50%的體重。第二階段的減重期根據體重的減輕會有所不同，通常是6-18個月。

#### 胃內氣球術
此方法是將一個未充氣的氣囊放入胃中，然後在胃內撐大氣球來降低胃內的空間量。氣球可以在胃中存留最長6個月，而且平均會在半年內下降5-9個身體質量指數(BMI)。胃內氣球術已經在數個國家中批准，包括有：澳大利亞，加拿大，墨西哥，印度，美國（2015年由FDA批准），以及一些歐洲和南美國家。胃內氣球術可以比其他減肥手術早執行，來幫助病人達到適合某種減肥手術的體重。
胃內氣球成形術有三個部分需要花費：手術前花費（如專業諮詢費用、實驗室工作和測試），手術本身花費（如外科醫生、手術助手、麻醉和住院費）和手術後花費（如回診，維生素和營養品的補充）。
對於胃內氣球術的花費是基於外科醫生的判斷，且因地區而異。按照區域的平均花費報價如下（以美元進行比較）：
澳大利亞：4,178美元；加拿大：8,250美元；墨西哥：5,800名美元；英國：6,195美元；美國：8,150美元；臺灣：4000美元

### 混合型的手術方法
混合型的手術方法同時使用上述兩種方法

#### 胃繞道手術
最常見的胃繞道手術是 Roux-en-Y 胃繞道（gastric bypass）手術（RYGB），方法是先用一個吻合裝置製造出一個小的胃袋，再將這個胃袋連接到遠端小腸，然後再連接小腸的上部，形成一個Y字型的結構。胃繞道手術曾經是美國最常見的減肥手術，在2005大約有14萬例的胃繞道手術，但自從2005一直到2011它的市場開始減少，而且在減肥手術的市場，胃繞道手術的執行頻率大約比以前少了50%。
任何減肥手術成功的一個重要因素是術後嚴格的採取健康的飲食模式。
在手術後，有一些人會無法忍受吸收不良和傾食症候群，在這些患者中，早期會認為執行此手術後是不可逆的，但有些情況下，也是有胃繞道手術部分可逆的案例。

## 術後飲食注意事項

### 飲食習慣的建議
在手術結束後，病人必須接受清流質飲食(包含清湯、稀釋的果汁、無糖飲料或吉利丁質的甜點)。清流質飲食必須持續到胃腸道已經恢復到一定程度才能停止。下一個階段的飲食則是至少兩週的溫和飲食或無糖泥狀飲食，且需為高蛋白質、流質、易於消化的食物，例如蛋白質奶昔、軟質的肉類、和乳製品。由於病人此時正處於減肥的初始階段，因此需要盡量避免高碳水化合物的食物。 
手術結束後，須避免過量飲食，因為若食入的量已超過胃部可負荷的容積會導致暈眩和嘔吐的症狀。術後恢復期的飲食限制與接受的手術類型不同有關。許多病人可能一輩子都需要每日服用綜合維他命來彌補因手術造成的必需營養素吸收不良。由於病人無法吃大量的食物，醫師通常建議高蛋白質、低熱量、與低酒精的飲食習慣。

### 水分補充的建議
脫水的情形常常發生在接受減肥手術後一個月的病人。由於病人尚未適應新的腸胃容積，病人通常會無法飲用適當的每日水量。造成脫水的原因包含飲水量不足、熱量攝取不足、以及術後嘔吐與腹瀉頻率的上升。為了防止病人脫水，病人每日最少需飲用1.5~2公升的水，且須一整天重複以小口吸取的方式飲用。

## 副作用與併發症
減肥手術的併發症很常見。在一份研究中顯示有40%的併發症在手術後的六個月內發生。
併發症在超過四十歲的人中比較常見，這會造成醫療費用的增加。
比較常見的問題有傾食症候群(gastric dumping syndrome)（20%）（腹脹及進食後的腹瀉，需要少量餐或藥物治療），在手術部位洩漏(leaks at the surgical site)（12％），切口疝氣(incisional hernia)（7％），還有死亡率為0.2％的感染（6％）和肺炎（4％）。
而有經驗的外科醫師能夠減少併發症的發生。
做過食道空腸吻合胃繞道手術(Roux-en-Y gastric bypass surgery)後，由於減少了對鈣的吸收，會造成代謝性的骨質疾病，如骨質疏鬆和繼發性副甲狀腺功能亢進。此外，因為鈣吸收的最高濃度是在十二指腸，做過胃繞道手術後攝取的食物不會通過十二指腸，血液中的鈣濃度可能會降低，引起繼發性副甲狀腺功能亢進，增加骨質轉換率，骨量也會減少。因此，骨折的風險增加也和減肥手術有關。
在手術後體重的快速減輕有可能會造成膽汁分泌增加並形成膽結石。研究也顯示手術後對腎臟也會有不良的影響，如高草酸尿症(Hyperoxaluria)，有可能導致草酸鹽腎病(oxalate nephropathy)和不可逆的腎衰竭。減肥導致的橫紋肌溶解(Rhabdomyolysis)也會造成急性的腎損傷。
減肥手術後造成的吸收不良是很普遍的，如鐵、維生素B12、脂溶性維生素、硫胺和葉酸等微量營養素的缺乏，進而造成營養紊亂(Nutritional derangements)。
此外，在JAMA的研究報告顯示，做過減肥手術後有可能使自殘行為和自殺的機率上升。